# François Guillot
Pour les articles homonymes, voir Guillot.
Pas d'image ? Cliquez ici
François Guillot, né en 1943 à Uzès dans le Gard, est un grimpeur et alpiniste français. Spécialiste de l'escalade libre et brillant alpiniste, il est l'une des principales figures de la nouvelle génération des grimpeurs marseillais des années 1960. Il s'est particulièrement illustré dans les gorges du Verdon mais a également participé à de nombreuses expéditions alpines à travers le monde.

## Biographie
Né en 1943 à Uzès dans le Gard, François Guillot passe son enfance et son adolescence à Marseille où son père exerce le métier d'ophtalmologiste à l'hôpital de la Timone. Son père, introduit dans le milieu du ski de haut niveau, lui transmet sa passion de cette discipline. François Guillot passe deux années de son adolescence à Chamonix où il pratique intensivement le ski et découvre l'escalade aux rochers des Gaillands. De retour à Marseille, il s'inscrit au CAF et grimpe dans les Calanques où il répète les voies les plus difficiles. 
À partir de 1964, François Guillot est devenu un jeune grimpeur de premier plan : il ouvre de nouvelles voies dans les Calanques, répètes des itinéraires de grande envergure dans les alpes occidentales (éperon Walker aux Grandes Jorasses, face sud du Pavé dans l'Oisans) et participe au stage de haute difficulté organisé par Georges Livanos dans les Dolomites. Spécialiste de l'escalade libre, François Guillot est alors un grimpeur rapide battant les records de vitesse d'ascension de l'époque, il devient le chef de file de la jeune génération de grimpeurs marseillais.
En 1965, François Guillot participe à une expédition dans le Caucase puis accompagne René Desmaison et Gary Hemming lors du médiatique sauvetage de deux Allemands sur la face ouest des Drus. Lors de l'été 1967, il retourne dans le Caucase et réussit dans les Alpes la deuxième ascension de la directe américaine des Drus. L'hiver suivant, il participe à l'expédition des Marseillais au pilier Est du Fitz Roy, organisée par la section Provence du CAF, sous le patronage de la FFM et du ministère de la jeunesse et des sports : bien que les difficultés rencontrées correspondaient au savoir-faire des Provençaux, les conditions climatiques de la Patagonie ne permettent pas le succès de l'expédition. En parallèle de ses activités d'alpiniste, François Guillot fait des études d'économie à Aix-en-Provence.
En 1968, François Guillot suit le stage d'aspirant-guide de l'École nationale de ski et d'alpinisme puis devient professeur dans cette école, avant même de devenir guide de haute montagne en 1971, sortant major de sa promotion. Il effectue ensuite son service militaire à l'École militaire de haute montagne,. Il réalise plusieurs premières dans le massif du Mont-Blanc et dans les gorges du Verdon et participe à l'expédition himalayenne française au pilier ouest du Makalu. Il ne gardera cependant pas un excellent souvenir de cette expédition au Makalu et évitera désormais de participer de telles expéditions « lourdes ».
Au cours de sa vie de grimpeur et d'alpiniste, François Guillot a toujours gardé une « importante marge de sécurité » dans ses ascensions, s'interdisant notamment les solos extrêmes. 
François Guillot est l'un des fondateurs, à Marseille, de la Compagnie des guides de Provence.

## Principales ascensions et expéditions
- 1963 : éperon Walker aux Grandes Jorasses[1]
- 1963 : face sud du Pavé dans l'Oisans[1]
- 1963 : voie Carlesso à la Torre Trieste, dièdre de la Torre su Alto, dièdre Philipp à la Civetta dans les Dolomites[1]
- 1964 : dans les Calanques, « libération » du pilier des Américains, ouverture des Futurs Croulants, de La Civa et des Hommes Vollants au Socle, du Pilier droite de la Momie et de la Iéna au Bec de Sormiou, de la Tostine sortie directe et de la Gamma à En-Vau[2]
- 1965 : expédition dans le Caucase[1]
- 1967 : expédition dans le Caucase[1]
- 1967 : première répétition de la directe américaine des Drus[1]
- 1968 : expédition au pilier Est du Fitz Roy (Patagonie)[1]
- 1968 : face sud du Fou[1]
- 1968 : ouverture, avec Joël Coqueugniot, de La Demande à l'Escalès, dans le Verdon[11]
- 1969 : ouverture de L'Offre à l'Escalès, dans le Verdon[7],[12]
- 1970 : ouverture, avec Joël Coqueugniot, du Pilier des écureuils dans le Verdon[8]
- 1971 : expédition au pilier ouest du Makalu[1]
- 1975 : expédition au Groenland[1]